# Fussballclub Thun 1898 2015-2016
Questa voce raccoglie le informazioni riguardanti il Fussballclub Thun 1898 nelle competizioni ufficiali della stagione 2015-2016.

## Stagione
Nella stagione 2015-2016 il Thun, allenato da Ciriaco Sforza, Marc Schneider e Jeff Saibene, concluse il campionato di Super League al 6º posto. In Coppa Svizzera il Thun fu eliminato ai quarti di finale dal Zurigo. In Europa League il Thun fu eliminato ai playoff dallo Sparta Praga.

## Rosa
| N. |                          | Ruolo | Calciatore           |
| -- | ------------------------ | ----- | -------------------- |
| 1  | Svizzera (bandiera)      | P     | Guillaume Faivre     |
| 2  | Portogallo (bandiera)    | D     | Ayrton Ribeiro       |
| 3  | Svizzera (bandiera)      | D     | Colin Trachsel       |
| 4  | Svizzera (bandiera)      | D     | Marco Bürki          |
| 5  | Svizzera (bandiera)      | D     | Fulvio Sulmoni       |
| 6  | Liechtenstein (bandiera) | C     | Sandro Wieser        |
| 8  | Svizzera (bandiera)      | C     | Michael Siegfried    |
| 9  | Svizzera (bandiera)      | A     | Roman Buess          |
| 10 | Nuova Zelanda (bandiera) | C     | Marco Rojas          |
| 13 | Svizzera (bandiera)      | A     | Simone Rapp          |
| 14 | Svizzera (bandiera)      | D     | Nicolas Schindelholz |
| 17 | Svizzera (bandiera)      | C     | Dennis Hediger       |
| 18 | Svizzera (bandiera)      | P     | Francesco Ruberto    |
| 19 | Svizzera (bandiera)      | C     | Omer Dzonlagic       |
| 20 | RD del Congo (bandiera)  | A     | Ridge Munsy          |

| N. |                       | Ruolo | Calciatore       |
| -- | --------------------- | ----- | ---------------- |
| 21 | Portogallo (bandiera) | C     | Nelson Ferreira  |
| 22 | Svizzera (bandiera)   | P     | Felix Hornung    |
| 23 | Francia (bandiera)    | C     | Norman Peyretti  |
| 25 | Svizzera (bandiera)   | D     | Kevin Bigler     |
| 26 | Svizzera (bandiera)   | D     | Thomas Reinmann  |
| 27 | Svizzera (bandiera)   | D     | Enrico Schirinzi |
| 28 | Svizzera (bandiera)   | C     | Andreas Wittwer  |
| 29 | Svizzera (bandiera)   | D     | Alejandro Henzi  |
| 30 | Svizzera (bandiera)   | C     | Sandro Lauper    |
| 31 | Svizzera (bandiera)   | D     | Stefan Glarner   |
| 34 | Svizzera (bandiera)   | C     | Nicola Sutter    |
| 39 | Svizzera (bandiera)   | D     | Sven Joss        |
| 41 | Svizzera (bandiera)   | D     | Braima Gafner    |
| 42 | Croazia (bandiera)    | A     | Ivan Marković    |

## Organigramma societario
Area tecnica
- Allenatore: Jeff Saibene
- Allenatore in seconda: Simon Nüssli
- Preparatore dei portieri: Patrick Bettoni
- Preparatori atletici: Eric Zürcher

## Calciomercato

### Sessione estiva
| Acquisti | Acquisti        | Acquisti    | Acquisti |
| R.       | Nome            | da          | Modalità |
| -------- | --------------- | ----------- | -------- |
| A        | Roman Buess     | Wohlen      |          |
| D        | Marco Bürki     | Young Boys  |          |
| D        | Alejandro Henzi | Breitenrain |          |
| D        | Sven Joss       | Young Boys  |          |
| C        | Sandro Lauper   | Thun II     |          |
| C        | Norman Peyretti | Bienne      |          |
| A        | Simone Rapp     | Wohlen      |          |
| C        | Sandro Wieser   | Aarau       |          |
| A        | Gonzalo Zárate  | Young Boys  |          |

| Cessioni | Cessioni           | Cessioni               | Cessioni |
| R.       | Nome               | a                      | Modalità |
| -------- | ------------------ | ---------------------- | -------- |
| A        | Gaëtan Karlen      | Bienne                 |          |
| A        | Berat Sadik        | Kryl'ja Sovetov Samara |          |
| D        | Kevin Bigler       | Bienne                 |          |
| D        | Alexander González | Young Boys             |          |
| C        | Marco Mangold      | Winterthur             |          |

### Sessione invernale
| Acquisti | Acquisti | Acquisti | Acquisti |
| R.       | Nome     | da       | Modalità |
| -------- | -------- | -------- | -------- |

| Cessioni | Cessioni          | Cessioni        | Cessioni |
| R.       | Nome              | a               | Modalità |
| -------- | ----------------- | --------------- | -------- |
| C        | Gianluca Frontino | Sciaffusa       |          |
| C        | Lotem Zino        | Hapoel Tel Aviv |          |

## Risultati

### Super League

#### Prima fase, girone di andata
| Arbitro: | Amhof |

|                                       |           |                                                           |
| Buess 15’ Munsy 76’ Barthe 87’ (aut.) | Marcatori | 2’ Caio 8’ Ravet 30’ Bašić 39’ (rig.) Dabour 45’ Tarashaj |

| Arbitro: | San |

|                                      |           |                              |
| Bottani 7’ (rig.) Rossini 90’ (rig.) | Marcatori | 40’ Rapp 57’ Rojas 64’ Buess |

| Arbitro: | Pache |

|  |           |             |
|  | Marcatori | 89’ Lezcano |

| Arbitro: | Klossner |

|                                     |           |          |
| Vilotić 13’ Gajić 45’ Tabaković 84’ | Marcatori | 39’ Rapp |

| Arbitro: | Bieri |

|                         |           |                     |
| Janko 4’, 49’ Gashi 79’ | Marcatori | 29’ (rig.) Frontino |

| Arbitro: | Fähndrich |

|                     |           |  |
| Frontino 27’ (rig.) | Marcatori |  |

| Arbitro: | Gut |

|  |           |                         |
|  | Marcatori | 45’ Carlitos 53’ Konaté |

| Arbitro: | Jaccottet |

|                                    |           |                                 |
| Etoundi 11’ Buff 45’ Yapi Yapo 78’ | Marcatori | 53’ Buess 66’ Ferreira 90’ Rapp |

| Arbitro: | San |

|           |           |  |
| Gelmi 86’ | Marcatori |  |

#### Prima fase, girone di ritorno
| Arbitro: | San |

|  |           |             |
|  | Marcatori | 11’ Steffen |

| Arbitro: | Pache |

|                     |           |             |
| Reinmann 56’ (aut.) | Marcatori | 48’ Sulmoni |

| Arbitro: | Amhof |

|                                                    |           |            |
| Buess 25’, 31’, 45’ Schirinzi 69’ (rig.) Munsy 89’ | Marcatori | 17’ Sadiku |

| Arbitro: | Schärer |

|                      |           |           |
| Wieser 20’ Munsy 71’ | Marcatori | 8’ Čulina |

| Arbitro: | Jaccottet |

|             |           |                         |
| Brahimi 64’ | Marcatori | 66’ Munsy 79’ Schirinzi |

| Arbitro: | Jancevski |

|  |           |                              |
|  | Marcatori | 28’ Salli 41’ (rig.) Aleksić |

| Arbitro: | Jaccottet |

|               |           |  |
| Schachten 52’ | Marcatori |  |

| Arbitro: | Gut |

|                     |           |                      |
| Reinmann 63’ (aut.) | Marcatori | 52’ Wieser 90’ Munsy |

| Arbitro: | San |

|  |           |                |
|  | Marcatori | 67’, 70’ Janko |

#### Seconda fase, girone di andata
| Arbitro: | Bieri |

|             |           |                            |
| Aleksić 36’ | Marcatori | 52’ Buess 90’ Schindelholz |

| Arbitro: | San |

|                            |           |             |
| Buess 24’ (rig.) Munsy 90’ | Marcatori | 82’ Tosetti |

| Arbitro: | Bieri |

|                            |           |                  |
| Hoarau 19’ (rig.) Kubo 63’ | Marcatori | 88’ (rig.) Buess |

| Arbitro: | Bieri |

|          |           |             |
| Munsy 5’ | Marcatori | 42’ Steffen |

| Zurigo 5 marzo 2016, ore 17:45 CET 23ª giornata | Zurigo | 0 – 0 referto | Thun | Stadio Letzigrund (6 679 spett.)\| Arbitro: \| San \| |
| Arbitro:                                        | San    |               |      |                                                       |

| Vaduz 12 marzo 2016, ore 17:45 CET 24ª giornata | Vaduz    | 0 – 0 referto | Thun | Rheinpark (2 612 spett.)\| Arbitro: \| Schnyder \| |
| Arbitro:                                        | Schnyder |               |      |                                                    |

| Arbitro: | Klossner |

|             |           |               |
| Wittwer 53’ | Marcatori | 35’ Schneuwly |

| Arbitro: | Pache |

|                           |           |            |
| Munsy 48’ (rig.) Rapp 90’ | Marcatori | 57’ Dabour |

| Arbitro: | Schnyder |

|                    |           |          |
| Sierro 49’ Bia 90’ | Marcatori | 19’ Rapp |

#### Seconda fase, girone di ritorno
| Arbitro: | Jancevski |

|                |           |          |
| Dōnīs 23’, 33’ | Marcatori | 69’ Rapp |

| Arbitro: | Schnyder |

|                           |           |                        |
| Munsy 41’ Rapp 73’ (rig.) | Marcatori | 53’ Ciccone 88’ Stahel |

| Arbitro: | Erlachner |

|                                                     |           |  |
| Schneuwly 34’ Neumayr 38’ (rig.) Sulmoni 79’ (aut.) | Marcatori |  |

| Arbitro: | San |

|                                    |           |  |
| Joss 3’ Hediger 22’ Munsy 55’, 82’ | Marcatori |  |

| Arbitro: | Jaccottet |

|                                |           |                         |
| Schirinzi 28’ (rig.) Rojas 90’ | Marcatori | 31’ Bunjaku 63’ Aleksić |

| Arbitro: | Pache |

|               |           |               |
| Bjarnason 81’ | Marcatori | 43’ Schirinzi |

| Arbitro: | Jaccottet |

|             |           |         |
| Sulmoni 44’ | Marcatori | 11’ Bia |

| Zurigo 22 maggio 2016, ore 16:00 CEST 35ª giornata | Grasshoppers | 0 – 0 referto | Thun | Stadio Letzigrund (5 000 spett.)\| Arbitro: \| Pache \| |
| Arbitro:                                           | Pache        |               |      |                                                         |

| Arbitro: | Schnyder |

|  |           |                                  |
|  | Marcatori | 19’ Sutter 58’ Sanogo 71’ Hoarau |

### Coppa Svizzera
| Soletta 15 agosto 2015, ore 19:30 CEST Primo turno                 | Soletta   | 0 – 4 referto                    | Thun | Stadion Solothurn (1 200 spett.) |
| \| \| \| \| \| \| Marcatori \| 10’, 21’ Frontino 63’, 85’ Munsy \| |           |                                  |      |                                  |
|                                                                    |           |                                  |      |                                  |
|                                                                    | Marcatori | 10’, 21’ Frontino 63’, 85’ Munsy |      |                                  |

| Losanna 18 settembre 2015, ore 19:00 CEST Secondo turno | Losanna   | 0 – 1 referto | Thun | Stade Olympique de la Pontaise |
| \| \| \| \| \| \| Marcatori \| 83’ Wieser \|            |           |               |      |                                |
|                                                         |           |               |      |                                |
|                                                         | Marcatori | 83’ Wieser    |      |                                |

| Wettswil am Albis 28 ottobre 2015, ore 19:30 CET Ottavi di finale | Wettswil-Bonstetten | 1 – 2 referto  | Thun | Sportplatz Moos (1 450 spett.) |
| \| \| \| \| \| Kalyon 34’ \| Marcatori \| 18’, 42’ Munsy \|       |                     |                |      |                                |
|                                                                   |                     |                |      |                                |
| Kalyon 34’                                                        | Marcatori           | 18’, 42’ Munsy |      |                                |

| Arbitro: | Erlachner |

|             |           |                                     |
| Wittwer 11’ | Marcatori | 50’, 71’ Etoundi 57’ Grgić 79’ Koch |

### Europa League
| Arbitro: | Vertenten |

|           |           |                     |
| Hoban 26’ | Marcatori | 87’ (rig.) Frontino |

| Arbitro: | Pawson |

|                   |           |        |
| Ferreira 40’, 72’ | Marcatori | 6’ Ogu |

| Thun 30 luglio 2015, ore 19:30 CEST Terzo turno | Thun   | 0 – 0 referto | Vaduz | Stockhorn Arena (3 407 spett.)\| Arbitro: \| Kehlet \| |
| Arbitro:                                        | Kehlet |               |       |                                                        |

| Arbitro: | Kovács |

|                          |           |                     |
| Costanzo 32’ Neumayr 45’ | Marcatori | 38’ Rojas 65’ Buess |

| Arbitro: | Makkelie |

|                                |           |           |
| Nhamoinesu 43’ Dočkal 45’, 90’ | Marcatori | 5’ Sutter |

| Arbitro: | Buquet |

|                             |           |                                        |
| Ferreira 33’, 81’ Munsy 50’ | Marcatori | 10’ Dočkal 21’ Hušbauer 71’ Nhamoinesu |

## Statistiche

### Statistiche di squadra
| Competizione   | Punti | In casa | In casa | In casa | In casa | In casa | In casa | In trasferta | In trasferta | In trasferta | In trasferta | In trasferta | In trasferta | Totale | Totale | Totale | Totale | Totale | Totale | DR |
| Competizione   | Punti | G       | V       | N       | P       | Gf      | Gs      | G            | V            | N            | P            | Gf           | Gs           | G      | V      | N      | P      | Gf     | Gs     | DR |
| -------------- | ----- | ------- | ------- | ------- | ------- | ------- | ------- | ------------ | ------------ | ------------ | ------------ | ------------ | ------------ | ------ | ------ | ------ | ------ | ------ | ------ | -- |
| Super League   | 41    | 18      | 6       | 5       | 7       | 26      | 27      | 18           | 4            | 6            | 8            | 19           | 27           | 36     | 10     | 11     | 15     | 45     | 54     | -9 |
| Coppa Svizzera | -     | 1       | 0       | 0       | 1       | 1       | 4       | 3            | 3            | 0            | 0            | 7            | 1            | 4      | 3      | 0      | 1      | 8      | 5      | +3 |
| Europa League  | -     | 3       | 1       | 2       | 0       | 5       | 4       | 3            | 0            | 2            | 1            | 4            | 6            | 6      | 1      | 4      | 1      | 9      | 10     | -1 |
| Totale         | 41    | 22      | 7       | 7       | 8       | 32      | 35      | 24           | 7            | 8            | 9            | 30           | 34           | 46     | 14     | 15     | 17     | 62     | 69     | -7 |

### Andamento in campionato
| Giornata  | 1 | 2 | 3 | 4 | 5  | 6 | 7 | 8 | 9 | 10 | 11 | 12 | 13 | 14 | 15 | 16 | 17 | 18 | 19 | 20 | 21 | 22 | 23 | 24 | 25 | 26 | 27 | 28 | 29 | 30 | 31 | 32 | 33 | 34 | 35 | 36 |
| --------- | - | - | - | - | -- | - | - | - | - | -- | -- | -- | -- | -- | -- | -- | -- | -- | -- | -- | -- | -- | -- | -- | -- | -- | -- | -- | -- | -- | -- | -- | -- | -- | -- | -- |
| Luogo     | C | T | C | T | T  | C | C | T | T | C  | T  | C  | C  | T  | C  | T  | T  | C  | T  | C  | T  | C  | T  | T  | C  | C  | T  | T  | C  | T  | C  | C  | T  | C  | T  | C  |
| Risultato | P | V | P | P | P  | V | P | N | P | P  | N  | V  | V  | V  | P  | P  | V  | P  | V  | V  | P  | N  | N  | N  | N  | V  | P  | P  | N  | P  | V  | N  | N  | N  | N  | P  |
| Posizione | 8 | 5 | 7 | 8 | 10 | 7 | 8 | 7 | 8 | 9  | 9  | 7  | 6  | 6  | 7  | 7  | 7  | 7  | 7  | 6  | 6  | 6  | 6  | 6  | 6  | 6  | 6  | 6  | 6  | 6  | 6  | 6  | 6  | 6  | 6  | 6  |

Legenda:

Luogo: C = Casa; T = Trasferta. Risultato: V = Vittoria; N = Pareggio; P = Sconfitta.

### Statistiche dei giocatori
| Giocatore       | Super League | Super League | Super League | Super League | Coppa Svizzera | Coppa Svizzera | Coppa Svizzera | Coppa Svizzera | Europa League | Europa League | Europa League | Europa League | Totale   | Totale | Totale      | Totale     |
| Giocatore       | Presenze     | Reti         | Ammonizioni  | Espulsioni   | Presenze       | Reti           | Ammonizioni    | Espulsioni     | Presenze      | Reti          | Ammonizioni   | Espulsioni    | Presenze | Reti   | Ammonizioni | Espulsioni |
| --------------- | ------------ | ------------ | ------------ | ------------ | -------------- | -------------- | -------------- | -------------- | ------------- | ------------- | ------------- | ------------- | -------- | ------ | ----------- | ---------- |
| K. Bigler       | 15           | 0            | 4            | 0            | 0              | 0              | 0              | 0              | 2             | 0             | 1             | 0             | 17       | 0      | 5           | 0          |
| R. Buess        | 31           | 9            | 4            | 0            | 3              | 0              | 0              | 0              | 4             | 1             | 0             | 0             | 38       | 10     | 4           | 0          |
| M. Bürki        | 22           | 0            | 5            | 1            | 3              | 0              | 0              | 0              | 3             | 0             | 1             | 0             | 28       | 0      | 6           | 1          |
| E. Causi        | 0            | 0            | 0            | 0            | 0              | 0              | 0              | 0              | 0             | 0             | 0             | 0             | 0        | 0      | 0           | 0          |
| O. Dzonlagic    | 1            | 0            | 0            | 0            | 0              | 0              | 0              | 0              | 0             | 0             | 0             | 0             | 1        | 0      | 0           | 0          |
| G. Faivre       | 28           | 0            | 1            | 0            | 1              | 0              | 0              | 0              | 6             | 0             | 1             | 0             | 35       | 0      | 2           | 0          |
| N. Ferreira     | 17           | 1            | 4            | 1            | 1              | 0              | 0              | 0              | 5             | 4             | 1             | 0             | 23       | 5      | 5           | 1          |
| G. Frontino     | 13           | 2            | 3            | 0            | 3              | 2              | 0              | 0              | 6             | 1             | 0             | 0             | 22       | 5      | 3           | 0          |
| B. Gafner       | 0            | 0            | 0            | 0            | 0              | 0              | 0              | 0              | 0             | 0             | 0             | 0             | 0        | 0      | 0           | 0          |
| S. Glarner      | 11           | 0            | 2            | 0            | 0              | 0              | 0              | 0              | 2             | 0             | 1             | 0             | 13       | 0      | 3           | 0          |
| D. Hediger      | 33           | 1            | 10           | 1            | 3              | 0              | 2              | 0              | 6             | 0             | 1             | 0             | 42       | 1      | 13          | 1          |
| A. Henzi        | 1            | 0            | 0            | 0            | 0              | 0              | 0              | 0              | 0             | 0             | 0             | 0             | 1        | 0      | 0           | 0          |
| F. Hornung      | 0            | 0            | 0            | 0            | 0              | 0              | 0              | 0              | 0             | 0             | 0             | 0             | 0        | 0      | 0           | 0          |
| S. Joss         | 25           | 1            | 3            | 0            | 3              | 0              | 0              | 0              | 0             | 0             | 0             | 0             | 28       | 1      | 3           | 0          |
| G. Karlen       | 0            | 0            | 0            | 0            | 0              | 0              | 0              | 0              | 0             | 0             | 0             | 0             | 0        | 0      | 0           | 0          |
| S. Lauper       | 6            | 0            | 0            | 0            | 2              | 0              | 0              | 0              | 0             | 0             | 0             | 0             | 8        | 0      | 0           | 0          |
| I. Marković     | 0            | 0            | 0            | 0            | 0              | 0              | 0              | 0              | 0             | 0             | 0             | 0             | 0        | 0      | 0           | 0          |
| R. Munsy        | 32           | 11           | 0            | 0            | 4              | 4              | 0              | 0              | 4             | 1             | 1             | 0             | 40       | 16     | 1           | 0          |
| N. Peyretti     | 13           | 0            | 0            | 0            | 2              | 0              | 0              | 0              | 0             | 0             | 0             | 0             | 15       | 0      | 0           | 0          |
| S. Rapp         | 30           | 7            | 2            | 0            | 3              | 0              | 1              | 0              | 6             | 0             | 0             | 0             | 39       | 7      | 3           | 0          |
| T. Reinmann     | 19           | 0            | 3            | 0            | 2              | 0              | 0              | 0              | 4             | 0             | 1             | 0             | 25       | 0      | 4           | 0          |
| A. Ribeiro      | 0            | 0            | 0            | 0            | 0              | 0              | 0              | 0              | 0             | 0             | 0             | 0             | 0        | 0      | 0           | 0          |
| M. Rojas        | 20           | 2            | 0            | 0            | 3              | 0              | 0              | 0              | 6             | 1             | 0             | 0             | 29       | 3      | 0           | 0          |
| F. Ruberto      | 9            | 0            | 0            | 0            | 3              | 0              | 0              | 0              | 0             | 0             | 0             | 0             | 12       | 0      | 0           | 0          |
| N. Schindelholz | 14           | 1            | 3            | 1            | 0              | 0              | 0              | 0              | 2             | 0             | 1             | 0             | 16       | 1      | 4           | 1          |
| E. Schirinzi    | 31           | 4            | 3            | 0            | 2              | 0              | 0              | 0              | 5             | 0             | 0             | 0             | 38       | 4      | 3           | 0          |
| M. Siegfried    | 12           | 0            | 0            | 0            | 0              | 0              | 0              | 0              | 1             | 0             | 0             | 0             | 13       | 0      | 0           | 0          |
| F. Sulmoni      | 25           | 2            | 3            | 0            | 3              | 0              | 0              | 0              | 6             | 0             | 2             | 0             | 34       | 2      | 5           | 0          |
| N. Sutter       | 8            | 0            | 1            | 0            | 2              | 0              | 1              | 0              | 3             | 1             | 0             | 0             | 13       | 1      | 2           | 0          |
| C. Trachsel     | 2            | 0            | 0            | 0            | 1              | 0              | 0              | 0              | 0             | 0             | 0             | 0             | 3        | 0      | 0           | 0          |
| S. Wieser       | 22           | 2            | 7            | 0            | 2              | 1              | 0              | 0              | 2             | 0             | 0             | 0             | 26       | 3      | 7           | 0          |
| A. Wittwer      | 20           | 1            | 5            | 0            | 4              | 1              | 0              | 0              | 6             | 0             | 2             | 0             | 30       | 2      | 7           | 0          |
| L. Zino         | 6            | 0            | 1            | 0            | 2              | 0              | 1              | 0              | 2             | 0             | 2             | 0             | 10       | 0      | 4           | 0          |
| G. Zárate       | 27           | 0            | 1            | 0            | 4              | 0              | 0              | 0              | 2             | 0             | 0             | 0             | 33       | 0      | 1           | 0          |